# Ле Масе (Фиренца)
Ле Масе је насеље у Италији у округу Фиренца, региону Тоскана.
Према процени из 2011. у насељу је живело 18 становника. Насеље се налази на надморској висини од 633 м.